# Liste der Notnamen
Dies ist eine Liste von Notnamen anonymer, nach einem ihrer Kunstwerke oder typischen Stilmerkmale benannter mittelalterlicher bildender Künstler sowie einiger bildender Künstler der Renaissance und des Barocks. Es sind dies also Maler, Buchmaler, Bildhauer, Bildschnitzer etc., die namentlich nicht oder nicht sicher bekannt sind. Ihre Notnamen mögen teilweise etwas seltsam anmuten, wenn es beispielsweise einen Meister der unartigen Kinder gibt, sie sind aber in der Kunstwissenschaft verbindlich. Fakultativ ist allerdings in der Regel die Stellung des Begriffs „Meister“. So sind „Meister des Hausbuches“ sowie „Hausbuchmeister“ synonyme Bezeichnungen und werden in der Kunstgeschichte gleichberechtigt benutzt. Die Liste hier benutzt in der Regel die Bezeichnung Meister der/des/von ….
Notnamen antiker Künstler sind in der Liste der antiken Künstler zu finden. Namentlich nicht bekannte Künstler, von denen aber wenigstens die Initialen bekannt sind, werden unter Monogrammisten aufgelistet.

## A

### Aa–Al
- Meister des Aachener Altars
- Meister der Aachener Madonna (Bildschnitzer)
- Meister des Aachener Christophorus
- Meister des Aachener Marienlebens (auch Meister der Aachener Schranktüren oder Meister der Aachener Tafeln genannt)
- Meister der Abendmahl-Medaille
- Absalom-Meister (oder Meister des Todes von Absalom)
- Meister der Abtei von Coudewater
- Meister der Abtei von Dilighem
- Meister der Acquavella-Stillleben
- Meister des Adalbert-Grabmals im Mainzer Dom
- Meister des Adimari Cassone
- Meister der Adelaide de Savoie
- Meister des älteren Gebetbuchs Maximilian I.
- Meister der ältesten Teile der Bronzetür von San Zeno
- Meister des Aeneas
- Meister von Agatharied
- Meister von Aix (häufiger Meister der Verkündigung von Aix)
- Meister von Albocasser
- Meister des Albrechtsaltares zu Klosterneuburg
- Meister von Alcira
- Meister von Alkmaar
- Meister des Allendorfer Altars
- Meister des Altars von Arboga
- Meister des Altars von Babenhausen
- Meister des Altars von Beyghem
- Meister des Altars von Geyer
- Meister des Altars der Heiligen Cäcilie
- Meister des Altars von Kefermarkt
- Meister des Altars von Litoměřice
- Meister des Altars von Mauer bei Melk
- Meister des Altars des Pierre de Wissant
- Meister des Altars von Priesitz
- Meister (des Altars) von Raigern (Rahjhrad)
- Meister des Altars von San Miniato
- Meister des Altars von St. Jakob
- Meister des Altars von Zeigerheim
- Meister des Altenberger Altars (auch Rheinischer Meister)
- Meister von Altenburg
- Meister der Altöttinger Türen oder Meister der Altöttinger Stiftstüren

### Am–Az
- Meister von Ambierle
- Meister von Amiens
- Meister der Amlacher Altarflügel
- Meister des Amsterdamer Heldentodes
- Meister des Amsterdamer Kabinetts (auch Meister des Hausbuches)
- Meister des Amsterdamer Marientodes
- Meister der Anbetung Christi (Meister der Wiener Anbetung)
- Meister der Anbetung von Utrecht
- Meister der Anbetung Thyssen
- Meister des Andreas-Altars
- Meister der André-Madonna
- Meister der Anghiari-Schlacht
- Meister des Angrerbildnisses (oder Meister des Angrer-Bildnisses)
- Meister des Annenaltares
- Meister des Ansbacher Kelterbildes
- Meister der Ansbacher Schwanenritter
- Meister der Antoniter Pietà
- Meister von Antwerpen (1518)
- Meister von Antwerpen (1525)
- Meister der Antwerpener Anbetung
- Meister der Antwerpener Kreuzigung
- Meister der Apokalypsenrose der Sainte Chapelle
- Meister der Apollo und Daphne-Legende
- Meister der Apostel der Breslauer Maria-Magdalenen-Kirche (Bildhauer um 1340–1360)
- Meister der Apostelmartyrien
- Meister der Apostel vom Rottweiler Kapellenturm
- Meister der Argonautentafeln, Meister der Argonautenbilder
- Meister von Arguis
- Meister der Artés-Kapelle
- Meister der Ashmolean-Predella
- Meister des Aspelt-Denkmals
- Meister von Astorga
- Meister der aufständischen Engel
- Meister von Augsburg
- Meister der Augsburger Benediktinerlegende (siehe Thoman Burgkmaier)
- Meister des Augsburger Ecce Homo
- Meister der Augsburger Heimsuchung
- Meister der Augsburger Malerbildnisse
- Meister des Augsburger Mörlindenkmals
- Meister des Augustiner-Altars (Erfurter Meister)
- Meister des Augustiner-Altars (Nürnberg)
- Meister der Augustiner-Kreuzigung
- Meister der ausgemergelten alten Männer
- Meister von Avila

## B

### Ba–Bi
- Meister des Babenhausener Altars
- Badia-a-Isola-Meister
- Balaam-Meister
- Maestro dei Baldraccani, Meister der Baldraccani
- Meister des Bamberger Altars, Meister des Bamberger Altars von 1429
- Meister des Bamberger Klaren-Altars
- Meister des Bambino Vispo
- Meister mit den Bandrollen
- Meister der Barbara-Legende
- Meister der Barbe de Preux
- Meister der Barbarigo-Reliefs
- Meister der Barberini-Tafeln
- Meister des Göttinger Barfüßeraltars
- Meister des Bargello-Tondo
- Meister des Barmherzigen Samariters
- Meister der Barmherzigkeiten
- Meister der Baroncelli-Bildnisse
- Meister des Bartholomäus-Altars
- Meister der Basler Marienkrönung
- Meister des Beauchamp-Stundenbuchs
- Bedford-Meister, Meister des Bedford-Stundenbuchs
- Meister des Belmer Andreas
- Meister der Bellaertschen Offizin
- Meister der bemalten Kreuzigungsreliefs
- Meister der Bendaschen Madonna
- Meister der Benediktbeurer Kreuzigung
- Meister von Berghofen
- Meister der Bergmannschen Offizin
- Meister der Berliner Herpin-Handschrift
- Meister des Berliner Mortifiement
- Meister der Berliner Passion
- Meister des Berliner Skizzenbuchs
- Meister des Berner Chorgestühls
- Meister der Berry-Apokalypse
- Meister des Berswordt-Altars
- Meister des Berthold-Sakramentars, Berthold-Meister
- Meister der Bestattung des Johannes
- Meister der Beweinung von Santa Barbara
- Meister des Biadaiolo, Biadaiolo-Meister
- Meister der Bibel des Jean de Sy (Buchmaler um 1355–80)
- Meister der Bibel des Konrad von Vechta (Buchmaler um 1402)
- Meister der Bibel des Matthias Eberler
- Meister der Biberacher Sippe
- Meister des Bidpai
- Meister des Bigallo-Kruzifixes
- Meister der Berliner Geburt Christi
- Meister des Beweinungsreliefs

### Bj–Bz
- Meister des Blaubeurer Hochaltars
- Meister der blauen Kreuze
- Meister der blauen Landschaften
- Meister der Blue Jeans
- Meister von Blutenburg, Meister des Blutenburger Apostelzyklus
- Meister der Boccaccio-Bilder
- Boucicaut-Meister
- Meister der Jannecke Bollengier
- Boqueteaux-Meister
- Meister der bordierten Girlande
- Meister von Braunschweig
- Meister des Braunschweiger Diptychons
- Meister des Breisacher Schnitzaltars
- Meister der Breslauer Madonna (Bildhauer um 1380)
- Meister von Bressanone
- Meister des Breviers von Johann Ohnefurcht
- Meister auf dem Broiche (siehe Laurenz von Brachum)
- Meister von Bronnweiler
- Brügge-Meister von 1480
- Meister von Brügge (1473)
- Brügger Meister von 1499
- Meister der Brüsseler Initialen
- Meister der Brunolegende
- Meister mit dem Brustlatz
- Meister des Buches Ruth der Wenzelsbibel
- Meister des Budapester Antiphonars
- Meister der Budapester Abundantia
- Meister des Bützow-Altars
- Meister von Budapest
- Meister der burgundischen Prälaten
- Meister der byzantinischen Madonna

## C
- Meister von Cabestany
- Meister des Cadolzburger Altars
- Meister von Calamarca, Bolivien
- Meister des Cambridge-Antiphonars
- Meister von Cappenberg
- Caoursin-Meister, Meister des Caoursin
- Meister der Capella Medici
- Meister des Carrand Tondo
- Meister des Cassone Adimari
- Meister von Castelsardo
- Meister der Celtis-Illustrationen, Celtismeister
- Meister von Cesi
- Meister von Cercenasco
- Meister von Chaource
- Meister des Berner Chorgestühls
- Meister des Chorgestühls der Abtei Saint Lucien bei Beauvais
- Meister des Chorgestühls von Pöhlde
- Meister der Chronique Scandaleuse
- Meister von Citeaux
- Meister der Cité des Dames
- Meister der Clarissentafel
- Meister der Claude de France
- Meister der Coburger Rundblätter
- Meister des Codex Manesse
- Meister des Codex von Sant’ Eugenio
- Meister von Coëtivy
- Meister der Colmarer Kreuzigung
- Meister des Corsi-Kruzifixes
- Meister der Crispinuslegende

## D
- Meister der Dangolsheimer Madonna
- Meister der David-Szenen des Grimani-Brviers
- Meister der Darbringungen
- Meister der Darmstädter Passion
- Meister der Darsow-Madonna
- Meister des Deichsler-Altars
- Meister der Delbecq-Schreiber-Passion
- Meister von Delft
- Meister des Deokarus-Altars, Meister des Deocarus-Altars
- Dettelbacher Bildstockmeister
- Meister des Dijoner Diptychons
- Meister von Dingolfing
- Meister des Dinkelsbühler Marienlebens
- Meister der Dinkelscherben
- Meister der Divisio Apostolorum
- Meister des Doheny-Stundenbuchs
- Meister der Dominikanischen Bildnisse
- Meister des Dominikanerzyklus
- Meister der Dormitio von Terni
- Meister des Dornstädter Altars
- Meister des Dresdener Gebetbuchs
- Meister des Dreux Budé
- Meister der Drusilla
- Meister von Düren
- Meister von Dunois
- Meister des Durham Townships
- Meister des Dutuitschen Ölbergs

## E
- Meister der Ebner-Standbilder
- Echternacher Meister
- Meister der Eferdinger Grablegung
- Meister des Egengolphschen Kunstbüchleins
- Meister der Egmont-Alben
- Meister des Ehepaares Datini
- Meister des Ehninger Altars
- Meister des Eichstätter Domhochaltars
- Meister mit dem Einhorn
- Meister der (New Yorker) Einhornjagd
- Meister der Einsammlung des Manna
- Meister des Einzugs Christi
- Meister des Eisenbacher Altars
- Meister der Ekklesia und Synagoge
- Elmelunde-Meister
- Meister von Elsloo
- Meister der Emmericher Leuchterkrone
- Meister der Enthauptung des Johannes
- Meister der Epiphanie von Fiesole
- Meister des Epitaphs des Jan von Jeren (Maler)
- Meister der Erasmusmarter
- Meister der Erbachschen Tafeln
- Meister des Erfurter Einhornaltars
- Meister des Erfurter Regleraltars
- Meister von Eriskirch
- Erminoldmeister
- Meister des ersten Holzschnitts von Gouda
- Maler der Erzherzoginnenportraits (Renaissancemaler)
- Meister der Erzherzoginnen
- Meister E. S.
- Maestro Espressionista di Santa Chiara
- Esra-Meister
- Meister des Evert Zoudenbalch
- Expressionistischer Meister von Santa Chiara

## F
- Meister von Faenza
- Meister von Farneto
- Meister der Felslandschaft
- Meister der Festumzüge
- Feyner-Meister
- Meister der Figdorschen Kreuzabnahme
- Meister des Fischener Vesperbildes
- Meister von Flémalle
- Meister des Flötzer Retabels (Maler in Magdeburg)
- Meister der Flora, Flora-Meister
- Meister der Florentiner Verkündigung
- Meister von Fogdö
- Meister von Forli
- Meister von Fossa
- Frana, Meister Frana
- Meister von Frankfurt
- Meister der Frankfurter Kreuzigung
- Meister des Frankfurter Paradiesgärtleins
- Meister des Franziskus-Breviars
- Franziskusmeister
- Meister von Frauenroth
- Frei Carlos
- Meister der Freiberger Domapostel
- Meister des Freiburger Hochaltars
- Meister der Freisinger Heimsuchung
- Meister des Freisinger Neustifts
- Meister des Friedrichaltars von 1447
- Meister des Fröndenberger Altars
- Meister von Fucecchio
- Meister der Fürstenbildnisse
- Meister des Füssener Hochaltars
- Furienmeister

## G

### Ga–Gi
- Meister des Gänsemännchens
- Meister der Gardner-Verkündigung
- Meister der Gebetbücher
- Meister der geblasenen Wölkchen (1500)
- Meister der Gebweiler Tafel
- Meister der Gefangennahme
- Meister der Genfer Latini
- Meister von Gelbersdorf
- Meister der Genrefiguren
- Meister der Genueser Johannestafeln
- Meister der Georgsgilde in Mecheln (Meister der St. Georgsgilde)
- Meister des Georg-Kodex
- Meister der Georgslegende
- Meister der Geschichten der heiligen Christina
- Meister der Geschichten des Täufers
- Meister der geschürzten Lippen
- Meister mit dem gestickten Laub (auch Meister mit dem Blattwerk)
- Meister der Gewandfalten
- Meister der Gewandstudien
- Meister der Getty-Episteln
- Meister der Ghislieri-Apsis
- Meister der Giganten

- Meister des Gießmannsdorfer Altars

- Meister von Giovanni Barile
- Meister des Gijsbrecht van Brederode

### Gj–Gz
- Meister der Godelieve-Legende
- Meister der Goldenen Bulle (Buchmaler um 1400)
- Meister der goldenen Schriftrollen
- Meister der goldenen Tafel von Lüneburg
- Meister der Goslarer Sibyllen
- Meister von Gotland
- Meister der von Grooteschen Anbetung
- Meister der Grablegung von Pavia
- Meister des Grabmals des hl. Severin in Erfurt
- Meister der Grandes Chroniques de France (Buchmaler)
- Meister der Gräfin von Warwick
- Meister der Gregormesse
- Gregormeister (auch Meister des Registrum Gregorii, Buchmaler)
- Meister der Griggs-Kreuzigung
- Meister der Griseldis
- Meister des Grönauer Altars
- Meister der von Grooteschen Anbetung
- Meister der großen Pinselzeichnungen
- Meister der großen Sterne
- Meister von Großgmain
- Meister von Großlobming
- Meister der Grotesken Vase
- Meister der Grüningerschen Offizin
- Meister von Günzburg
- Meister des Güstrower Altars
- Meister des Guillaume de Marchaut
- Meister von Guillebert de Mets, Meister des Guillebert von Metz
- Meister des Guy de Laval (Guise-Meister)

## H

### Ha–Hd
- Meister der Habsburger
- Meister von Hadamar
- Meister der hageren Alten
- Meister des Haintz Narr
- Meister von Hakendover
- Meister des Halepagener Altars
- Meister des Halberstädter Passionsaltars
- Meister des Halleiner Altars, Meister des Halleiner Leprosenhaus-Triptychons
- Meister des Hamburger Domaltars
- Meister des Hannoverschen Marktkirchenaltars
- Meister des Harley-Froissart
- Meister des Hartford-Stilllebens
- Meister der Hartford Verkündigung
- Meister des Harvard Hannibal
- Meister des Hasenburg-Missales
- Meister des Hauses der Sieben Kurfürsten
- Hausbuchmeister (auch Meister des Amsterdamer Kabinetts)

### He–Hei
- Meister der Heilsbronner Marienkrönung
- Meister des Heilsbronner Hochaltars
- Meister des hl. Aegidius
- Meister der Heiligen Anatolslegenden (1500)
- Meister der Heiligen Anna
- Meister des Heiligen Antonius von Padua
- Meister des Heiligen Augustinus
- Meister der Heiligen Bassilissa
- Meister des Heiligen Blutes
- Meister des Heiligenbluter Veronikaaltars
- Meister des Heiligen Bruno
- Meister der Heiligen Cäcilie
- Meister der Heiligen Catarina Gualino
- Meister des Heiligen Felix und Adauctus
- Meister des Heiligen Franziskus
- Meister des Heiligen Georg (Katalonien um 1430)
- Meister der Heiligen Godelieve
- Meister des Heiligen Grabes
- Meister der Heiligen Gudula
- Meister der Heiligen Klara (Begriffsklärung)
- Meister der hl. Klara (Maler)
- Meister der Heiligen Klarissen
- Meister der Heiligenmartyrien
- Meister des Heiligen Rochus in Pallanza
- Meister des Heiligen Sebastian
- Meister der Heiligen Sippe der Ältere
- Meister der Heiligen Sippe der Jüngere
- Meister der Heiligen Veronika
- Meister von Heiligenkreuz
- Meister des Heisterbacher Altars

### Hej–Hz
- Meister der Helden des Schönen Brunnens
- Meister der Herkulestaten
- Meister des Hersbrucker Altars
- Meister von Herzogenburg (siehe Maler Andre)
- Meister mit der Heuschrecke (Büchsenschäfter)
- Meister mit der Heuschrecke (Kupferstecher)
- Meister der Hildesheimer Magdalenenlegende
- Meister der Himmelfahrt Mariae
- Meister der Hirtenverkündigung
- Meister der Historia Friderici et Maximiliani, Historia-Meister
- Meister des (ehem.) Hochaltars der Marienkirche in Lübeck
- Meister des Hochaltars von St. Jakob (Nürnberg)
- Meister vom Hochaltar von S. Martino a Mensola
- Meister von Hohenfurth
- Meister des Hohenfurther Zyklus
- Holzschnittmeister der Mainzer Livius-Illustrationen, Meister der Holzschnitte des Mainzer Livius
- Meister von Hoogstraeten
- Meister der Hovingham-Bilder; Hovingham-Meister
- Meister von Huckarde
- Meister von Huesca

## I
- Meister der Ilsung-Madonna
- Imperialissima-Meister
- Meister des Ingeborg-Psalters
- Meister der Inkarnation
- Meister des Imhoff-Altars
- Meister von Irrsdorf
- Meister der Irrsdorfer Altarflügel
- Isaak-Meister
- Meister von Iserlohn

## J
- Meister der Jacobuslegende
- Meister des Jacques de Besançon
- Meister der Jagdszenen
- Meister des Jakobialtars
- Meister Jakobs IV. von Schottland
- Meister der Jannecke Bollengier
- Meister von Jean Rollin (auch Rolin-Meister)
- Meister des Jean Mansel, Meister des Mansel
- Meister von Joachim und Anna
- Meister des Johannes auf Patmos
- Meister des Johannisaltars
- Meister der Johannesstatuetten
- Meister der Johannesvision
- Meister der Josephsfolge (auch Meister der Josephslegende)
- Meister des Jouvenel des Ursins
- Maestro de Juande de Bonastre (auch Meister von Alcuas)
- Meister des Jüngsten Gerichts von Lüneburg

## K

### Ka–Ki
- Meister des Kärntner Veronikaaltars
- Meister von Kaiser Karl V. von Frankreich
- Meister des Kalvarienberges der Teynkirche (siehe Meister der Teyn-Kreuzigung)
- Meister der Kaufmannschen Kreuzigung
- Meister der Khanenko-Anbetung
- Meister der Kapelle Rinuccini
- Meister des Kapitelhauses von Pomposa
- Meister der Karlsruher Tafeln
- Meister der Karlsruher Passion (auch Meister der Passionsgeschichte von Karlsruhe)
- Meister der Kasseler Musikanten
- Meister der Katharina von Kleve
- Meister des Katharinenaltars
- Meister der Katharinenlegende
- Meister der Kathedrale von Prato
- Meister des Kefermarkter Altars
- Meister des Kremnitzer Stadtbuchs (Buchmaler)
- Meister von Kempten (auch Meister der Kemptner Christusfolge)
- Meister des Kerzenlichts
- Meister von Kirchdrauf
- Meister der Kitzburger Epiphanie

### Kj–Kz
- Meister der kleinen Landschaften
- Meister der kleinen Passion (Köln, Anf. 15. Jh.)
- Meister des Klosterneuburger Passionsaltars
- Meister des Kodex des hl. Georg
- Meister von Köln (1330–1340)
- Meister von Köln (1456)
- Meister von Köln (1470–1480)
- Meister der Kölner Bibeln
- Meister der Kölner Pietà
- Meister der Königin Claude von Frankreich
- Meister von Königsfelden
- Meister von Konstanz
- Korbacher Franziskanermaler
- Meister des Krainburger Hochaltars
- Meister der Kraterographie
- Meister mit dem Krebs
- Meister der Kress-Epiphanie
- Meister der Kress-Landschaften
- Meister der Kreuzabnahme von Padua
- Meister der Kreuzigung Griggs
- Meister der Kreuzigungsgruppe der Sammlung Thomée in Altena
- Meister der Krumauer Madonna
- Meister der Krumauer Sammelhandschrift (Buchmaler)
- Meister des Kruzifix von Tirstrup
- Meister des Kürbitzer Altars
- Meister des Kurpfälzischen Skizzenbuchs
- Kuthner, Maler der Wenzelsbibel

## L
- Laacher Samsonmeister
- Meister des Landauer Altars
- Meister der Landsberger Geburt Christi
- Meister von Landshut (siehe Nikolaus Alexander)
- Meister von Laufen
- Meister von St. Laurenz
- Meister des Lautenbacher Hochaltars (Maler)
- Meister des Lautenbacher Hochaltars (Bildschnitzer)
- Meister LCz
- Meister des Lebensbrunnens
- Meister des Lebens der Heiligen Benoîte von Origny
- Meister der Legende der Heiligen Cecilia
- Meister der Legende der Heiligen Godelieve
- Meister der Legendenszenen
- Meister der Lehmann Madonna
- Lehrbüchermeister
- Meister des Leitmeritzer Altars
- Lettnermeister
- Meister des Liber viaticus des Johannes von Neumarkt (Buchmaler)
- Meister der Liebesgärten
- Meister des Liechtenstein Albums
- Meister von Liesborn (auch Meister des Liesborner Altars)
- Meister mit der Lilie
- Meister der Lindauer Beweinung
- Meister von Linnich
- Meister der Linzer Kreuzigung
- Meister der Lippborger Passion
- Meister der Loebschen Tafeln
- Maestro di Loggia dei Osii
- Meister der Lombardischen Früchteschale (auch Meister des Lombardischen Obstkorbs)
- Meister des Londoner Gnadenstuhls
- Meister von Lonigo
- Meister der Lorcher Kreuztragung
- Meister der Lorcher Pietà
- Meister von Lourinhã
- Meister der Lucialegende
- Meister von Lübeck
- Meister der Lübecker Bibel
- Meister der Lübecker Burgkirchen-Zyklen
- Meister der lübeckischen Triumphkruzifixe
- Meister der Lüneburger Fußwaschung
- Meister des Lukasaltars der Magdalenenkirche in Breslau (1467; siehe Hans von Albrecht)
- Meister der Lukasmonate
- Meister des Luxemburger-Stammbaums
- Meister der Lyversberger Passion

## M

### Ma–Maz
- Meister der Madonna vom Altstädter Rathaus (Bildhauer)
- Meister der Madonna von Eichhorn
- Meister der Madonna von (Schloss) Jindřichův Hradec
- Meister der Madonna von Michle
- Meister der Madonna von Neuhaus
- Meister der Madonna Straus
- Meister der Madonna von St. Ulrich
- Meister der Madonna von St. Veit
- Meister der Maestà delle Volte
- Meister der Magdalena
- Meister der Magdalenen-Legende
- Meister des Martyrologiums von Girona (Buchmaler)
- Meister der Hildesheimer Magdalenenlegende
- Meister der Mailänder Anbetung der Könige
- Meister des Mainkammerer Altars
- Meister der Mainzer Sebastianslegende
- Meister des Malchiner Altars
- Meister W. S. mit dem Malteserkreuz (Wilhelm Stetter)
- Meister der Manassei-Kapelle
- Meister der Manchester-Madonna
- Meister der Mansi-Magdalena
- Meister des Stundenbuchs der Margarethe von Kleve
- Meister der Margriet Uutenham
- Meister der Marguerite d’Orléans
- Meister der Maria von Burgund
- Meister des Marienlebens
- Meister der Marientafeln
- Meister des Marientodes
- Meister der Marmormadonnen
- Meister von Marradi
- Meister des Marthalaltares
- Meister des Martyriums der Zehntausend
- Meister von Mauer bei Melk
- Mazarin-Meister

### Mb–Mz
- Meister von Mediasch
- Meister der Meinradlegende
- Meisterlin-Meister
- Meister von Méliacin
- Meister des Memento mori
- Meister von Memphis
- Meister von Merveilles du Monde
- Meister des Merseburger Marien- und Kathrainenaltars
- Meister der Messe des Heiligen Gregor, (auch Meister der Gregormesse)
- Meister von Meßkirch
- Meister vom Metropolitan Museum
- Meister der Metzer Madonnen
- Meister der Michaelerkirche (Bildhauer um 1450)
- Michaelsmeister
- Meister der Michler Madonna (Bildhauer)
- Meister der Militärparade im Prater
- Meister der Mindelheimer Sippe
- Meister des Missales des Johann von Neuhaus (Buchmaler)
- Meister des Mörlinepitaphs
- Meister der Monate des Lukas
- Meister von Mondsee
- Moerdrecht-Meister
- Morgan-Meister
- Meister der Moriskentänzer
- Meister von Mörlbach (Meister des Mörlbacher Marienaltars)
- Meister des Morrison-Triptychons
- Meister des Mornauer-Portraits
- Meister der Möschenfelder Ottilienlegende
- Meister von Moulins
- Meister von Mühldorf
- Barbus Müller
- Meister der Münchner Domkreuzigung
- Meister der Münchner Legenda Aurea
- Meister der Münchner Marientafeln
- Meister von Müstair
- Meister der Münchner Gefangennahme
- Meister des Munderkinger Altars

## N
- Meister der Natività di Castello
- Naumburger Meister, Meister von Naumburg
- Meister des Neithart-Epitaphs
- Nelkenmeister
- Meister von Nerezi
- Meister des Nesterkelches (1404; auch Meister Bertram)
- Meister des Netzer Altartriptychons
- Meister der Neudenauer Apostelgruppe
- Meister der Neudörfer Bildnisse
- Meister des Neustädter Altars
- Meister der Neuwerkmadonna
- Meister der Niederernerer Kreuzigung (siehe Ignaz Anderledi)
- Meister vom Niederrhein (1470)
- Meister von Niedersachsen (1420–1430)
- Meister von Nürnberg (1431)
- Meister von Nürnberg (1445–1450)
- Meister von Nürnberg (1487)
- Meister der Nürnberger Apostel
- Meister des Nürtinger Altars

## O
- Meister des Obersteiner Altars
- Meister der Oertel-Madonna
- Meister von Offida
- Meister von Okoličné
- Meister von Oppolding
- Meister mit dem ornamentierten Hintergrund
- Othemsmeister
- Meister des Ortenberger Altars
- Orosius-Meister
- Meister der Osservanza
- Meister von Osnabrück
- Meister der Oswaldlegende
- Meister von Ottobeuren
- Meister des Otto van Moerdrecht
- Meister von Ovile

## P
- Paciano-Meister
- Meister des Pähler Altars
- Meister des Palanter Altars, Meister des Pallanter Altars
- Panzano-Meister, Meister des Panzano Triptychon
- Meister des Papageis
- Meister des (Frankfurter) Paradiesgärtleins
- Meister des Parament von Narbonne
- Meister der Paraphrasen des Pentateuch
- Meister der Paris-Legende oder Meister des Paris-Urteils
- Meister der Passion von Lyversberg
- Meister der Passionsgeschichte von Karlsruhe
- Meister des Paulus-Briefs (tätig Ende 14. Jh.)
- Meister der pausbäckigen Madonnen
- Meister der Pellegrini-Kapelle
- Meister der Perchauer Maria
- Meister des Peringsdörfer-Altars
- Petrarcameister
- Meister der Perle von Brabant
- Meister der Philippuslegende
- Meister der Piccolomini-Madonna
- Picomeister, Meister des Pico Plinius
- Meister der Pietá Fogg
- Meister der Pfalz- und Markgrafen
- Meister des Pflockschen Altars
- Meister des Pfullendorfer Altars
- Meister des Plinius des Pico della Mirandola
- Meister der Pietà Roettgen
- Meister der Pietà von Villeneuve
- Meister der Planetenfolge, Meister der Planetenserie
- Meister von Poitiers 30
- Meister des Poldi-Pezzoli-Diptychons
- Meister der Pollinger Tafeln
- Meister des Poliphilo
- Meister des Polyptychons der Capella Medici
- Prophetenmeister
- Meister von Pratovecchio
- Meister der Propheten des Schönen Brunnens
- Meister der Propheten vom Rottweiler Kapellenturm
- Meister des Provana-Grabmals
- Meister des Psalters von Santa Maria Novella
- Pseudo-Bles
- Meister der Predella des Ashmolean
- Meister des Prenzlauer Hochaltars
- Meister der Privilegien von Gent und Flandern
- Meister des Pulkauer Altars
- Meister Pancracius, ältere Bezeichnung für den Meister des Zweder van Culemborg

## R
- Meister von Rabenden
- Meister von Raigern (Meister von Rahjhrad)
- Meister des Rankweiler Gnadenbildes
- Meister des Raudnitzer Retabels
- Meister der Rechberg'schen Kreuzanheftung (Regensburger Meister)
- Meister des Registrum Gregorii (auch Gregormeister, Buchmaler)
- Meister des Regler-Altars
- Meister der Reisen des John von Mandeville
- Meister der Revaler Passion
- Rheinischer Meister (auch Meister des Altenberger Altars)
- Meister des Ridotto
- Meister des Riedener Altars
- Meister von Rieux
- Meister von Riglos
- Meister des Rimini-Altars
- Meister des Robert Gaguin
- Rohan-Meister
- Meister des Rohrdorfer Altars
- Rolin-Meister
- Meister mit dem Rosenkranz
- Meister der Rose von Lausanne
- Meister des Rostocker Dreikönigsaltars
- Meister des Rottweiler Hochaltars
- Rottweiler Prophetenmeister
- Meister der Rückseite des Verduner Altars
- Ruth-Meister

## S

### Sa–Sc
- Meister des Saarwerden-Grabmals
- Maestro di Sacra Conversatione Setmani
- Meister von Sainte Gudule
- Meister von Saint Gilles (Petrus Brunus)
- Meister des Saint Gilles
- Meister von Saint Nicholas
- Meister des Salomonurteils
- Meister von San Jacopo
- Meister von San Martino a Mensola
- Meister von San Martino alla Palma
- Meister von San Miniato
- Meister des St.-Barbara-Altars
- Meister der St. Georgsgilde (Meister der Georgsgilde in Mecheln)
- Meister von Sankt Johann im Dorf
- Meister der St. Lambrechter Votivtafel
- Meister von Sankt Leonhard
- Meister von Sankt Laurenz
- Meister von Sankt Pantaleon
- Meister von Sankt Severin
- Meister von St. Sigmund
- Meister der Saint Louis-Madonna
- Meister der Salome Wildenstein
- Meister der Sankt-Vincent-Kapelle
- Meister von Sant’ Ivo
- Meister der Santa Lucia sul Prato
- Meister der Santa Lucchese
- Meister der Santa Verdiana
- Meister der Satyrsfamilie
- Meister der Schutzmantelmadonna
- Meister von Sardoal
- Meister des Sassenberg-Altars
- Meister von Schloß Lichtenstein
- Meister des Schlutuper Altars
- Meister des Schongauer Altärchens
- Meister des Schöppinger Altars
- Meister des Schwabacher Altares, Meister des Schwabacher Hochaltars
- Meister von Schwaben (1489)
- Meister von Schwaben (1515)
- Meister der schwarzen Augen
- Meister des Schwazer Annenaltars
- Meister des Schwarzen Stundenbuches

### Sd–Sz
- Meister des Sebastians-Diptychons
- Meister der Sebastianslegende
- Meister der Sebastiansmartyrien, Elfenbeinschnitzer
- Meister von Seeon
- Meister von Segovia
- Meister der Selbstbildnisse
- Meister des Severi-Sarkophags
- Meister des Sforza-Gebetbuches
- Meister der Sibylle
- Siebentage-Meister
- Meister der sieben Werke der Barmherzigkeit
- Meister von Sierentz
- Meister von Sigmaringen
- Meister der Singenden Engel
- Skizzenbuch-Meister
- Meister der Spes nostra
- Meister des Speyerer Altars
- Meister der Spielkarten
- Meister der Spinola-Verkündigung
- Spitz-Meister
- Meister der Stadt der Frauen
- Meister der Stadträte von Rouen (auch Meister der Schöffen von Rouen)
- Meister von Staffolo
- Meister der Stalburg-Bildnisse
- Meister des Staufener Altars
- Meister des Stauffenberger Altars
- Meister des Sterzinger Altars
- Meister der Sterzinger Kreuztragung
- Meister der Stockkämper Doppelfigur
- Meister des Strache-Altars
- Meister des Stralsunder Junge-Altars (auch Lettnermeister)
- Meister der Straßburger Ekklesia und Synagoge
- Meister der Stratonike, Meister der Stratonike-Hochzeit
- Meister der Straubinger Albrechtstumba
- Meister der Strauss-Madonna
- Meister des Stundenbuchs der Guémadeuc
- Meister des Stundenbuchs des Jean de Montauban
- Meister des Stundenbuchs von Modena
- Meister der Stuttgarter Augustusvision
- Meister der Stuttgarter Passion
- Meister des Stundenbuchs von Rohan

## T
- Meister der Tafeln der Heiligen Elisabeth
- Meister der Tarock-Karten Mantegnas
- Meister von Tahull
- Meister des Talheimer Altars
- Meister von Tavarnelle (Maestro di Tavarnelle)
- Meister des Tegernseer Hochaltars
- Meister des Tennenbacher Altars
- Meister der Teyn-Kreuzigung
- Meister der Thammenhainer Madonna
- Meister der Thenn’schen Kinderbildnisse
- Meister des Thieberger Reliefs
- Meister der Thorner Madonna (Bildhauer)
- Meister der Thyssen-Anbetung
- Meister der Tiburtinischen Sibylle
- Meister des Tiefenbronner Hochaltars
- Meister der Tobiaslegende
- Meister des Todes von Absalom (oder Absalom-Meister)
- Meister des Todes Mariä
- Meister des Todes des Sankt Nikolaus von Münster
- Meister von Törwang
- Meister des Tragaltars von Stavelot
- Meister von Tressa
- Meister von Trebon
- Meister des Triptychons von Imola
- Meister von Trochtelfingen
- Meister der Tulpenkuppen (Sigmund Bierfreund)

## U
- Ugolino Lorenzetti
- Meister des Ulmer Terenz
- Meister der Ulrichslegende, Ulrichsmeister
- Meister der umgeworfenen Stühle
- Meister der unartigen Kinder
- Unionsmeister
- Meister der Ungläubigkeit (siehe Luca Antonio Busati)
- Meister der Untermenzinger Altarfiguren
- Meister von Urphar
- Meister der (Brügger) Ursula-Legende
- Meister der (Kölner) Ursula-Legende
- Meister von Ushaw 10
- Meister von Utrecht
- Meister von Uttenheim, Meister der Uttenheimer Tafel

## V
- Meister von Valladolid
- Meister von Veckholm
- Meister der Veduten der Langmatt-Stiftung
- Meister des Vergil
- Meister der Verherrlichung Mariae
- Meister der Verkündigung an die Hirten
- Meister der Verkündigung von Aix
- Meister des Verlorenen Sohnes
- Meister von Verucchio
- Meister von Viborg
- Meister der Vie de Saint Denis
- Meister von Vielha
- Meister der vierziger Jahre
- Meister der Virgo inter Virgines
- Meister der Volckamer’schen Verkündigung
- Meister der von Carbenschen Gedächtnisstiftung
- Meister von Vyšší Brod
- Meister der Vitae Imperatorum
- Meister der von Grooteschen Anbetung
- Meister des Vorauer Antiphonars
- Meister der Votivtafel von St. Lambrecht

## W
- Meister der Wäldchen
- Meister von Waha
- Waltensburger Meister
- Meister des Wartenberger Altars
- Meister der Washingtoner Marienkrönung, Meister der Washington Coronation
- Meister des Wasservass’schen Kalvarienbergs
- Meister des Wavrin
- Meister der Weibermacht
- Meister der weiblichen Halbfiguren (auch Meister der Halbfiguren)
- Meister der Weingartner Liederhandschrift
- Meister mit den weißen Inschriften
- Meister von Werden
- Wenzelswerkstatt
- Meister der Wiener Anbetung
- Meister der Wiener Chroniken von England
- Meister der Wiener Genesis
- Meister des Wiener Schottenaltars (Wiener Schottenmeister)
- Meister der Wiesbadener Heimsuchung
- Meister der Willehalm-Handschrift Wenzels IV. (Buchmaler)
- Meister des Willem van Bibaut
- Meister des Wilton-Diptychons
- Meister der Windsor-Kreuzigung
- Meister der Winterlandschaften
- Meister des Wippinger Altars
- Meister von Wittingau
- Meister des Wolfgangaltars, Meister des Wolfgang-Altars
- Wolfskeelmeister
- Meister des Wodhull-Haberton-Stundenbuchs
- Meister der Worcester-Kreuztragung
- Meister der Wormser Tafeln
- Meister W. S. mit dem Malteserkreuz (Wilhelm Stetter)
- Meister mit dem Würfel
- Meister der Würzburger Schlacht
- Meister der Wunder von Mariazell
- Meister der Wurzacher Tafeln

## Y
- Meister des Yale Missal

## Z
- Meister von Zamora
- Meister des Zweder van Culemborg
- Meister des Zwickauer Hochaltarretabels
- Meister der zwölf Apostel
- Meister der Zwolle-Bibel
- Meister der Zypressen

## Zahlen und Zeichen
- Meister der 40er Jahre
- Meister von 1302
- Meister von 1310
- Meister von 1328
- Meister von 1342
- Meister von 1355
- Meister von 1416
- Meister von 1419
- Meister von 1445
- Meister von 1446
- Meister von 1456
- Meister von 1462, siehe Meister der Weibermacht
- Meister von 1464
- Meister von 1473
- Meister von 1477
- Meister von 1481
- Meister von 1487
- Meister von 1489
- Meister von 1491
- Meister von 1499
- Meister von 1515 (Kupferstecher)
- Meister von 1518
- Meister von 1540
- Meister von 1546